# Attilio Pavesi
Attilio Pavesi (1 de outubro de 1910 — 2 de agosto de 2011) foi um ciclista italiano que participava em competições de ciclismo de estrada.
Antes, como um ciclista amador, seu principal feito foi ganhar duas medalhas de ouro nos Jogos Olímpicos de 1932 em Los Angeles, competindo na estrada individual e estrada por equipes (formando equipe com Giuseppe Olmo e Guglielmo Segato).
Pavesi se tornou profissional após suas vitórias olímpicas, mas seu único sucesso apenas subsequente foi uma vitória de etapa no Giro de Toscana em 1934.